# Achmed Abdullah
Achmed Abdullah (* angeblich 12. Mai 1881; † 12. Mai 1945 in New York, USA) war ein US-amerikanischer Drehbuchautor und Schriftsteller mit angeblicher Abstammung von der russischen Zarenfamilie.

## Eigene biografische Angaben
Bei seiner Ankunft in den Vereinigten Staaten gab Abdullah an, sein tatsächlicher Name sei Alexander Nikolajewitwsch Romanow, und er sei der Sohn des Großfürsten Nikolai Michailowitsch Romanow, welcher wiederum ein Cousin des Zaren Nikolaus II. war. Seine Mutter Nourmahal Durani sei die Tochter eines Emirs von Afghanistan gewesen. Er sei am 12. Mai 1881 geboren und mit seinem Bruder Yar und seiner Schwester Gothia im Romanow-Palast in Jalta im damaligen Russischen Kaiserreich aufgewachsen. Nachdem seine Eltern sich wegen politischen Drucks scheiden ließen, sei Alexander zu seinem Onkel nach Afghanistan gezogen, der ihn adoptierte. Alexander wurde demnach in Achmed Abdullah Nadir Khan el Durani el Iddrissyah umbenannt und als Muslim erzogen.
Er wurde nach eigener Auskunft auf Schulen in Afghanistan, Indien, Frankreich und Großbritannien unterrichtet: In England besuchte er angeblich die Schulen in Eton und Oxford und in Frankreich die Academie française. Er soll die britische Staatsangehörigkeit erlangt haben und der britischen Armee beigetreten sein. Seinen Militärdienst leistete er sodann in China, Tibet, Russland, Osteuropa, Frankreich, Indien und Afrika ab. Achmed verließ die britische Armee als Captain (entsprechend dem Hauptmann). Nun trat er der türkischen Armee bei und kämpfte im Ersten Balkankrieg. Im Ersten Weltkrieg sei er von den Deutschen als Spion festgehalten oder sogar verurteilt worden. In diesen Zeiten entschied sich Achmed Abdullah, Schriftsteller zu werden und seine Erfahrungen zu Papier zu bringen.

## Schaffenszeit in den USA
Achmed Abdullah übersiedelte zwischen 1914 und 1916 in die USA und begann zu schreiben. Zeitungen veröffentlichten seine Kurzgeschichten im ganzen Land. In den frühen 1920er Jahren schrieb er auch Drehbücher für die Bühne und für den Film. Sein erstes Stück, The Honourable Mr. Wong, das er mit der Hilfe von David Belasco fertigstellte, wurde 1932 aufgeführt. Zu dieser Zeit wurde Achmed Abdullah Bürger der USA. 1936 wurde Achmed Abdullah mit seinen Co-Autoren John L. Balderston, Grover Jones, William Slavens McNutt und Waldemar Young für das Drehbuch des Abenteuerfilms Bengali für den Oscar als bestes Drehbuch nominiert.
Achmed Abdullah war eine beeindruckende Gestalt. Als er erkrankte, suchte er das Columbia Presbyterian Medical Center in New York auf. An seinem Geburtstag im Jahr 1945 verstarb er. Er hinterließ seine dritte Ehefrau, Rosemary Dutton, die er 1940 geheiratet hatte.

## Literarisches Schaffen
- 1916: The Blue-Eyed Manchu – Cambridge Scolars, 2009, ISBN 0-217-29193-7.
- 1917: Bucking the Tiger – Kessinger Publishing, 2010, ISBN 1-164-59282-3.
- 1919: The Trail of the Beast – Cambridge Scholars, 2009, ISBN 1-150-19162-7.
- 1919: The Honorable Gentleman and Others – Kessinger Pub, 2010, ISBN 1-167-04757-5.
- 1919: The Man on Horseback – Kessinger Pub, 2010, ISBN 1-163-74021-7.
- 1920: Wings or Tales of the Psychic – Kessinger Pub, 2010, ISBN 1-169-74661-6.
- 1920: The Mating of the Blades – Wildside, 2008, ISBN 1-4344-9740-2.
- 1921: Night Drums – Wildside, 2008, ISBN 1-4344-9965-0.
- 1922: Alien Souls – Kessinger Pub, 2010, ISBN 1-163-71467-4.
- 1924: The Thief of Bagdad – Wildside, 2008, ISBN 1-4344-6030-4.
- 1926: The Year of the Wood Dragon – Wildside, 2008, ISBN 1-4344-6032-0.
- 1928: Lute and Scimitar – Kessinger Pub, 2010, ISBN 1-161-40336-1.
- 1929: Dreamers of Empire – Wildside, 2008, ISBN 1-4344-9742-9.
- 1931: The Bungalow on the Roof – Wildside, 2008, ISBN 1-4344-9963-4.
- 1932: A Romantic Young Man – Wildside, 2008, ISBN 1-4344-9940-5.
- 1939: Deliver Us from Evil – Kessinger Pub, 2010, ISBN 1-164-49381-7.

## Filmografie
- 1924: Der Dieb von Bagdad (The Thief of Bagdad)
- 1927: Chang Autor der Zwischentitel
- 1932: Der Rächer des Tong (The Hatchet Man)
- 1935: Bengali (The Lives of a Bengal Lancer)